# Сандерс, Барри
Барри Сандерс (англ.  Barry Sanders; 16 июля 1968 года) — игрок в американский футбол, выступавший на позиции раннинбека. Провёл всю карьеру с 1989 по 1998 год в клубе Detroit Lions Национальной футбольной лиги (NFL). Включён в Зал славы профессионального футбола, возглавляет десятку лучших раннинбеков в истории NFL, а также список величайших игроков, ни разу не выигрывавших Супербоул. Набирая в среднем более 1500 пройденных ярдов за сезон, Сандерс остановился всего за 1457 ярдов от рекорда НФЛ.

## Ранние годы
Барри Сандерс родился 16 июля 1968 года в Уичито, штат Канзас. Учился в местной школе Wichita North High School. Играть в американский футбол начал на позиции тейлбека на второй год учёбы, но в следующем году уступил место в составе своему брату Байрону. На позиции раннинбека впервые появился во время четвёртой игры в последний год обучения. За последний сезон набрал 1417 ярдов в семи играх, чем заслужил известность в штате. За эти игры Сандерс в среднем проходил 10,2 ярда за попытку.
Несмотря на успех, Сандерс был обойдён вниманием рекрутов. Являясь выдающимся спортсменом, он смог получить приглашения только от Эмпорийского университета штата, Университета Талсы и Оклахомского университета штата в Стиллуотере.

## Студенческая карьера
С 1986 по 1988 годы Барри Сандерс выступал за команду Oklahoma State Cowboys под номером 21. В первые два года он играл на замене у Турмана Томаса. В 1987 году Сандерс возглавил национальный рейтинг рекордов при возврате кик-офф (31,6 ярда), одновременно набрав более 600 ярдов и заработав 8 тачдаунов. В последний год в колледже Сандерс попал в основной состав, так как Томас перешёл в НФЛ.
В 1988 году Сандерс провёл лучший сезон в истории студенческого футбола, возглавив национальный рейтинг по среднему числу ярдов за попытку (7,6), набрав более 200 ярдов за игру, в четырёх играх доведя этот показатель до 300 ярдов. Помимо этого, Сандерс продолжал исполнять и другие роли в команде, в сумме заработав 516 ярдов. Итогом стали рекордные показатели за сезон: 2628 ярдов пробежки, 3248 общих ярдов, 234 очка, 39 тачдаунов, 37 тачдаунов с пробежки, 5 последовательных игр с более чем 200 ярдами, не менее двух тачдаунов в 11 играх подряд, 9 игр с 3 и более тачдаунами. Также Сандерс пробежал 222 ярда и заработал 5 тачдаунов в трёх четвертях Holiday Bowl, которые не включаются в статистику. Сандерс выиграл приз Хейсмана как выдающий игрок студенческого чемпионата в сезоне.

## Профессиональная карьера
Detroit Lions выбрала Сандерса на третьем круге драфта 1989 года с одобрения тренера Уэйна Фонтеса. Менеджмент собирался выбрать другого Сандерса — корнербека Дейона Сандерса, но Фонтес убедил взять Барри Сандерса. В команде он получил номер 20, ранее принадлежавший Лему Барни и Билли Симсу; последний был одним из лучших раннинбеков лиги в начале 1980-х, и Фонтес попросил Сандерса взять номер в честь этого спортсмена.
Сомнения, что физические данные Сандерса недостаточны оказались беспочвенны: Сандерс был слишком быстр, чтобы защита могла сбивать его на постоянной основе и слишком силён, чтобы останавливать захватом. При росте 173 см и весе 91 кг, его вес большей частью был распределён в мышцы ног, что обеспечивало великолепное ускорение и низкий центр масс.
В отличие от многих звёзд своего времени, Сандерс отличался на поле скромностью и редко выказывал эмоции после свистка. Вместо яркого представления он просто передавал мяч судье или поздравлял команду.
В 1989 году Сандерс пропустил тренировку из-за споров, касавшихся контракта. Но в первой же игре регулярного сезона он сразу сделал занос на 18 ярдов, а на четвёртой пробежке заработал тачдаун. Он закончил сезон вторым по набранным ярдам и тачдаунам, отказавшись играть в финальной части чемпионата и недобрав всего 10 ярдов до первого места. Тем не менее, ему достался титул «Лучшего новичка».
Барри был основным раннинбеком Lions в плей-офф пять раз: в 1991, 1993, 1994, 1995 и 1997. В составе команды он выиграл чемпионат Центра НФК в 1991 и 1993 годах. В 1991 году Lions установили рекорд, победив в двенадцати играх.
В 1994 году Сандерс заработал 1883 ярда при среднем 5,7 ярда за занос. Общее число ярдов за этот год составило 2166. Достижение обеспечило ему титул лучшего игрока нападения.
Лучший сезон Барри Сандерс отыграл в 1997 году, набрав более 2000 ярдов и став третьим игроком, добившимся подобного достижения, после О. Джей Симпсона и Эрика Дикерсона. После двух начальных игр сезона, в которых Сандерс набрал 53 ярда за 25 попыток, он начал рекордную серию из 14 подряд игр, набирая в каждой не менее 100 ярдов, в том числе дважды пронеся мяч более 200 ярдов. Сандерс стал первым раннинбеком, в течение пяти сезонов набиравшим более 1500 ярдов, и единственным, сделавшим это четыре сезона подряд. За свои достижения Барри Сандерс был удостоен звания самого ценного игрока лиги от Associated Press, разделив её с Бреттом Фавре. Последний сезон в профессиональном футболе, в 1998 году, Сандерс закончил с результатом 1491 ярд.
Несмотря на рекордные достижения, Lions с Сандерсом ни разу не выигрывали Супербоул. Ближе всего к трофею команда подобралась в сезоне 1991 года, когда Сандерс набрал суммарно 1885 ярдов и заработал 17 тачдаунов. Имея 12 побед и 4 поражения, Lions выиграли в плей-офф дивизиона у Dallas Cowboys со счётом 38-6, что стало первой победой Детройта в серии со 1957 года. Lions проиграли в полуфинальной игре с Washington Redskins со счётом 41-10, Сандерс набрал в ней суммарно 59 ярдов.
За свою карьеру Барри Сандерс каждый сезон получал статус Pro Bowl и восемь раз попадал в первый состав All-Pro: в 1989—1991 и 1993—1997 годах, и дважды во второй состав All-Pro: в 1992 и 1998 годах. Титул лучшего игрока нападения он получал в 1994 и 1997 годах, а также вошёл в команду десятилетия 1990-х годов.

## Окончание карьеры
27 июля 1999 года Сандерс публично объявил об окончании карьеры профессионального футболиста, направив по факсу письмо в газету родного города Wichita Eagle. Он сохранил здоровье, набрал суммарно 15269 ярдов и 99 тачдаунов, став по этому показателю третьим в истории игроком после Уолтера Пейтона и Эммитта Смита.
Прекращение карьеры Сандерса оказалось неожиданным и стало поводом для домыслов. Всего за два года до этого футболист обновил контракт с Lions, по которому должен был получить $35,4 млн за шесть лет и $11 млн в качестве бонуса при подписании. Lions затребовали $5,5 млн бонуса и после отказа подали против Сандерса иск. 15 февраля 2000 года арбитраж постановил, что Сандерс должен немедленно выплатить $1,833 млн (одну шестую часть бонуса), а оставшуюся часть выплачивать за каждый год, который он не отыграет в соответствии с контрактом. До принятия решения Сандерс предложил сразу выплатить ранее затребованные $5,5 млн за исключение из команды, но Lions не приняли предложение, заявив, что ждут возвращения игрока. В противном случае команда будет уважать его решение об окончании карьеры. Агент Сандерса предложил продать игрока другой команде, но Lions остались верны принципу не следовать этой практике, и другие команды не смогли вести переговоры, пока не истёк срок контракта.
После нескольких лет отказа объяснять причины своего решения, Сандерс объяснил, что причиной была «традиция» Lions проигрывать, хотя он чувствовал себя в силах продолжать карьеру, а Детрой пять раз достиг стадии плей-офф, пока Сандерс был в команде. Перед уходом из футбола Lions имели счёт в сезоне 5-11, и это лишило Сандерса воли к победе. Он перестал верить, что дело может повернуться к лучшему. Когда Детройт выбрал квотербека Чарли Батча во втором раунде драфта 1998 года и стало ясно, что тот станет основным игроком сезона, Сандерс, по-видимому, не захотел ввязываться в очередную бесконечную карусель квотербеков и тактики нападения. Он также публично критиковал менеджмент команды (в первую очередь, Чака Шмидта) за отказ сохранить Кевина Гловера из-за ограничения на максимальную сумму контракта. Гловер был другом Сандерса и, по его мнению, недооценивался. Сандерс сказал, что в 1998 году, когда Lions проиграли в плей-офф Tampa Bay, в его глазах были слёзы, поскольку он ощущал, что больше играть за Детройт в плей-офф он не будет. Некоторые предполагали, что причиной преждевременного окончания карьеры было отношение тренера Бобби Росса, но Сандерс отверг эту теорию в своей автобиографии Barry Sanders: Now You See Him.

## Личная жизнь
Сын Сандерса, Барри Джеймс Сандерс (англ. Barry James Sanders; род. 10 апреля 1994 года), также играет в американский футбол на позиции раннинбека. В 2009 году он стал единственным второкурсником, включённым в команду штата газетой Tulsa World.